# أمي كروس روزنثال
أمي كروس روزنثال (بالإنجليزية: Amy Krouse Rosenthal) (و. 1965 – 2017 م) هي كاتِبة، وكاتبة للأطفال، من الولايات المتحدة الأمريكية، ولدت في شيكاغو، توفيت في شيكاغو، عن عمر يناهز 52 عاماً.

## التعليم
تعلمت في جامعة تافتس.

## روابط خارجية
- أمي كروس روزنثال على موقع IMDb (الإنجليزية)